# Boháňka
Boháňka település Csehországban, a Jičíni járásban. Boháňka Červená Třemešná, Hořice, Rohoznice, Cerekvice nad Bystřicí, Jeřice, Velký Vřešťov és Lanžov településekkel határos. Lakosainak száma 267 fő (2024. január 1.).

## Népesség
A település lakosságának változását az alábbi diagram mutatja:
| Lakosok száma | 666  | 730  | 579  | 386  | 259  | 211  | 232  | 244  | 264  | 267  |
|               | 1869 | 1890 | 1921 | 1950 | 1980 | 2001 | 2017 | 2019 | 2022 | 2024 |